# 3-hexyn
3-hexyn of di-ethylacetyleen is een alkyn met als brutoformule C6H10. De stof komt voor als een kleurloze vloeistof, die slecht oplosbaar is in water. Samen met 2-butyn en difenylacetyleen wordt het gebruikt als een ligand in de organometaalchemie.